# Stazione di Utrecht Lunetten
Utrecht Lunetten, è una stazione ferroviaria passante di superficie sulla linea ferroviaria Utrecht-Boxtel nella città di Utrecht, Paesi Bassi.